# Janet Frame
Janet Frame (ur. 28 sierpnia 1924 w Dunedin, zm. 29 stycznia 2004 tamże) – nowozelandzka pisarka.

## Życiorys
Debiutowała zbiorem opowiadań The Lagoon and Other Stories (1951). Wspierał ją w pracy literackiej pisarz Frank Sargeson. Dzięki pomocy Państwowej Fundacji Literatury przez 7 lat mieszkała i pracowała na Ibizie, w Andorze i Anglii. Wykładała na najstarszym nowozelandzkim uniwersytecie Otago.
W swych powieściach (np. Twarze w wodzie, 1961) czerpała z doświadczeń z pobytu w szpitalach psychiatrycznych, w których przebywała z powodu silnego załamania nerwowego. Zyskała sławę i uznanie jako jedna z najwybitniejszych pisarek Nowej Zelandii. 
W 1990 została uhonorowana Orderem Nowej Zelandii. Przez wiele lat była wymieniana w gronie kandydatów do literackiej nagrody Nobla.

## Twórczość
(m.in. wg źródła)
- The Lagoon and Other Stories, 1951
- Owls Do Cry, 1957
- Twarze w wodzie (Faces in Water), 1961
- A State of Siege, 1966
- Intensive Care, 1970
- Living in the Maniototo, 1979
- Na wyspę teraz (To the Is-Land), 1983
- Anioł przy moim stole, 1984 (An Angel at my Table, sfilmowana w 1990 roku przez Jane Campion) – trzytomowa autobiografia (1982–1985)
- Wysłannik z lustrzanego miasta (The Envoy from Mirror City), 1984
- The Carpathians, 1988